# رالبیتس-روزنتال
رالبیتس-روزنتال (به آلمانی: Ralbitz-Rosenthal) یک شهر در آلمان است که در زاکسن واقع شده‌است. رالبیتس-روزنتال ۱٬۸۱۰ نفر جمعیت دارد.